# Andrzej Skowroński (wioślarz)
Andrzej Skowroński (ur. 16 listopada 1953 w Krakowie, zm. 10 grudnia 2020 w Bydgoszczy) – polski wioślarz, olimpijczyk z Moskwy (1980).

## Życiorys
W 1974 roku ukończył Technikum Elektrotechniczne im. Powstańców Śląskich w Krakowie i podjął studia na Akademii Wychowania Fizycznego. Był reprezentantem klubu AZS-AWF Kraków.

## Osiągnięcia sportowe
- 1979 – 8. miejsce podczas Mistrzostw Świata w Bledzie (czwórki podwójne, w osadzie razem z  A. Bocianowskim, Ryszardem Burakiem, Wiesławem Kujdą)
- 1980 – 7. miejsce podczas Igrzysk Olimpijskich w Moskwie, w osadzie razem z Ryszardem Burakiem, Zbigniewem Andruszkiewiczem i Stanisławem Wierzbickim – 6. miejsce w przedbiegach (6:27.24), 5. miejsce w repesażach (6:16.69), 1. miejsce w finale B (5:58.63)